# Índice de Pareto
En economía, el índice de Pareto, nombrado en honor del economista y sociólogo italiano Vilfredo Pareto, es una medida de la amplitud de la distribución de los ingresos. Es uno de los parámetros que especifican la distribución Pareto e incorpora el principio de Pareto, que consistía en la observación de que el 20 por ciento de los miembros de la sociedad italiana poseían el 80 por ciento de la riqueza.
Una de las caracterizaciones más simples de la distribución de Pareto, cuando se usa para modelar la distribución de riqueza, dice que la proporción de la población cuya riqueza excede cualquier número positivo x > xm es:
{\displaystyle \left({\frac {x_{\mathrm {m} }}{x}}\right)^{\alpha }}

donde xm es la riqueza de la gente más pobre (el subíndice  m  significa mínimo). El índice de Pareto es el parámetro α. Cuanto más grande sea el índice de Pareto, más pequeña será la proporción de gente muy rica.
Dado {\displaystyle p+q=1}, con {\displaystyle p>q}, el índice de Pareto se da por:
{\displaystyle \alpha =\log _{p/q}1/q=\log(1/q)/\log(p/q)=\log(q)/\log(q/p).}
Si {\displaystyle q=1/n}, esto se simplifica en
{\displaystyle \alpha =\log _{n-1}(n).}
Alternativamente, en términos de razones, X:Y
{\displaystyle \alpha =\log _{X/Y}(X+Y)/Y,}
así X:1 queda
{\displaystyle \alpha =\log _{X}(X+1).}
Por ejemplo, la regla 80-20 (4:1) se corresponde con α = log(5)/log(4) ≈ 1.16, 90–10 (9:1) se corresponde con α = log(10)/log(9) ≈ 1.05, y 99–1 se corresponde con α = log(100)/log(99) ≈ 1.002, mientras que al regla 70–30 se corresponde con α = log(0.3)/log(0.3/0.7) ≈ 1.42 y la 2:1 (67–33) se corresponde con α = log(3)/log(2) ≈ 1.585.

## Regla 80/20
Esta regla mide el porcentaje de desequilibrio entre la entrada y la salida. La regla 80/20, o Principio de Pareto, no es una ley, sino una regla genérica que puede aplicarse para muchos aspectos de la vida. Uno de los ejemplos en negocios más usado comúnmente es cuando el 80 por ciento del beneficio de una compañía es generado por el 20 por ciento de sus clientes.